# Lathyrus anhuiensis
Lathyrus anhuiensis là một loài thực vật có hoa trong họ Đậu. Loài này được Y.J.Zhu & R.X.Meng miêu tả khoa học đầu tiên.